# Rally Cataluña de 1988
El Rally Cataluña de 1988, oficialmente 24º Rallye Catalunya-Costa Brava, fue la edición 24º, la segunda ronda de la temporada 1988 del Campeonato de Europa de Rally y la primera de la temporada 1988 del Campeonato de España de Rally. Se celebró entre el 12 y el 13 de febrero de ese año. Contó con un itinerario de 402,26 km cronometrados repartidos en 266,3 sobre asfalto y 135,96 sobre tierra. El itinerario se disputó en dos etapas, la primera (viernes) sobre asfalto y la segunda (sábado) en tierra. Algunos de los tramos se disputaron en ediciones anteriores junto a otros nuevos como el de Santa Coloma-Grions.
Después de 23 ediciones disputadas del Rally Cataluña, los organizadores de la prueba, el RACC, junto a la Penya Motorista que organizaba el Rally Costa Brava, decidieron unificar sus pruebas y crear el Rally Cataluña-Costa Brava. Los organizadores aprovecharon las fechas y el entorno donde se disputaba el Costa Brava junto al coeficiente y la capacidad de recursos del RACC. En febrero de 1988 y solo cuatro meses después de la celebración de la edición anterior, se llevó a cabo la primera edición de este nuevo rally que tomó las 23 ediciones del Rally Cataluña. Ese primer año siguió contando para el campeonato de Europa y siguió disputándose sobre tramos de asfalto y de tierra. Tres años más tarde, en 1991, los organizadores lograrían su objetivo y la prueba entró en el calendario del Campeonato del Mundo.
El ganador fue el francés Bruno Saby, que corría con la Escudería Martini Lancia, a bordo de un Lancia Delta HF 4WD. Segundo fue el español Carlos Sainz, que sumaba su tercer podio en la prueba catalana, pilotando un Ford Sierra RS Cosworth. Tercero fue el italiano Michele Rayneri con un Volkswagen Golf GTI 16V. Entre los grupo N el mejor clasificado fue el español Jesús Puras que competía con un Ford Sierra RS Cosworth.

## Clasificación final
| Pos.                 | Piloto           | Copiloto                | Automóvil               | Tiempo  | Diferencia |
| General              | General          | General                 | General                 | General | General    |
| -------------------- | ---------------- | ----------------------- | ----------------------- | ------- | ---------- |
| 1.                   | Bruno Saby       | Jean-François Fauchille | Lancia Delta HF 4WD     | 5:11.54 | -          |
| 2.                   | Carlos Sainz     | Luis Moya               | Ford Sierra RS Cosworth | 5:17.16 | +5.22      |
| 3.                   | Michele Rayneri  | Aldo Cigala             | Volkswagen Golf GTI 16V | 5:30.41 | +18.47     |
| 4.                   | Paola De Martini | Umberta Gibellini       | Audi Coupé Quattro      | 5:31.47 | +19.53     |
| 5.                   | Josep Arqué      | Alex Romaní             | Volkswagen Golf GTI 16V | 5:32.09 | +20.15     |
| 6.                   | Jesús Puras      | Tomás Aguado            | Ford Sierra RS Cosworth | 5:34.41 | +22.47     |
| 7.                   | Mía Bardolet     | Pilar Compte            | Citroën Visa GTI        | 5:36.04 | +24.10     |
| 8.                   | Gustavo Trelles  | Daniel Muzio            | Lancia Delta HF 4WD     | 5:39.37 | +27.43     |
| 9.                   | Josep Teixidor   | Lluís Teixidor          | Peugeot 205 GTI         | 5:46.24 | +34.30     |
| 10.                  | Rafael Martorell | Gràcia Bou              | Peugeot 309 GTI         | 5:47.44 | +35.50     |
| Campeonato de España |                  |                         |                         |         |            |
| 1. (2.)              | Carlos Sainz     | Luis Moya               | Ford Sierra RS Cosworth | 5:17.16 | 0.0        |
| 2. (5.)              | Josep Arqué      | Alex Romaní             | Volkswagen Golf GTI 16V | 5:32.09 | +14:53     |
| 3. (6.)              | Jesús Puras      | Tomás Aguado            | Ford Sierra RS Cosworth | 5:34.41 | +17:25     |
| 4. (7.)              | Mía Bardolet     | Pilar Compte            | Citroën Visa GTI        | 5:36.04 | +18:48     |
| 5. (8.)              | Gustavo Trelles  | Daniel Muzio            | Lancia Delta HF 4WD     | 5:39.37 | +22:21     |
| 6. (9.)              | Josep Teixidor   | Lluís Teixidor          | Peugeot 205 GTI         | 5:46.24 | +29:0      |
| 7. (10.)             | Rafael Martorell | Gràcia Bou              | Peugeot 309 GTI         | 5:47.44 | +30:28     |